# Ilha Bhola
A ilha Bhola (em bengali:  ভোলা, também chamada Dakhin Shahbazpur) é uma ilha do Bangladesh situada na Baía de Bengala, na foz do rio Meghna. Tem área de 1441 km2 e 1 758 000 habitantes (em 2011). É a maior ilha do país, tanto em área como em população. Forma a maior parte do território do distrito de Bhola na divisão Barisal.
A ilha é muito exposta a desastres naturais, tendo sido vítima de grande enchentes com enormes danos materiais e grande quantidade de vítimas, com muita frequência, como aconteceu em 1995 e 2005